# Opération ternaire
En mathématiques, une opération ternaire est une opération n-aire avec n = 3. Une opération ternaire sur un ensemble A prend trois éléments quelconques données de A et les combine pour former un seul élément de A.
En informatique, un opérateur ternaire est un opérateur qui prend trois arguments. Les arguments et les résultats peuvent être de différents types. De nombreux langages de programmation qui utilisent la syntaxe ressemblant à C disposent d'un opérateur ternaire, ?:, qui définit une expression conditionnelle.